# Pteris gongalensis
Pteris gongalensis là một loài dương xỉ trong họ Pteridaceae. Loài này được T.G.Walker mô tả khoa học đầu tiên năm 1960.
Danh pháp khoa học của loài này chưa được làm sáng tỏ. 